# Den østrigske arvefølgekrig
Den østrigske arvefølgekrig (1740–1748) er navnet på de militære konflikter, som udløstes efter kejser Karl 6.s død den 20. oktober 1740. Den brød ud efter Maria Theresias tronbestigelse, da flere tyske og europæiske fyrster ikke anerkendte hendes fars pragmatiske sanktion (fra 1713) som gjorde Maria Theresia til tronfølger efter at der ikke var flere mandlige arvinger til huset Habsburg.
Forskellige fyrster gjorde krav mod Maria Theresia på de østrigske arvelande:
- Karl Albrecht af Bayern som efterkommer af Ferdinand 1.s ældste datter
- Filip 5. af Spanien som arving til den spanske linje af Habsburgerne.
- Frederik August 2. af Sachsen som ægtemand til Josef 1.s ældste datter

Frederik den Store af Preussen benyttede disse angreb på Habsburgerne og okkuperede 16. december 1740 Schlesien (schlesiske krige) og indledte dermed krigen.
Bayern, Frankrig og Spanien sluttede 1741 med traktaten i Nymphenburg et forbund, som senere også Preussen, Sachsen, Sverige, Neapel, Pfalz og Ærkebispedømmet Køln tiltrådte. Allieret med Østrig var Storbritannien og Nederlandene, Frankrigs traditionelle fjender.
Fra 1741 deltog næsten samtlige europæiske lande i krigen. De vigtigste konfrontationer var krigene mellem Østrig og den opadstræbende magt Preussen. Dele af krigen blev også udkæmpet i Frankrigs og Storbritanniens kolonier i Nordamerika og Indien.
Arvefølgekrigen endte 18. oktober 1748 med en fredsslutning i Aachen. Denne fred genoprettede i hovedtræk situationen før krigen, men gav Schlesien til Preussen, Parma til Huset Bourbon og anerkendte Maria Theresia på tronen i Wien.
| Militær | Spire Denne artikel om militær er en spire som bør udbygges. Du er velkommen til at hjælpe Wikipedia ved at udvide den. |